# Vjerska glazba
Pjevanje i glazba su odvajkada bile temeljne sastavnice vjerskih obreda gotovo svih religija, a posebice u judeokršćanskoj tradiciji. Takva glazba, koja je u službi bogoštovlja i pobožnosti, naziva se religijska (vjerska) glazba. U kršćanstvu su s vremenom određeni glazbeni oblici poprimili liturgijske odrednice, za razliku od onih koji su neliturgijski. Tako se za kršćansku glazbu u uporabi nalaze nazivi sveta glazba i duhovna glazba, koji nisu istoznačni. U Katoličkoj crkvi pak se je razvila posebna crkvena glazba.

## Sveta glazba
Pojam sveta glazba – musica sacra potječe iz druge polovice 19. i s početka 20. stoljeća. To je, zapravo, bio povijesni trenutak kada se rađala želja da se crkvena glazba reformira, tj. obnovi, odnosno da joj se pridodaju obilježja koja je razlikuje od profane. To je preuzeo i Drugi vatikanski koncil kada govori o liturgiji i svetoj glazbi. Raspoznajni znak ili bitno obilježje te glazbe, tj. pridjeva sveta, u dokumentima Drugoga vatikanskoga koncila nije vezan za stil glazbenoga pisanja, nego za odnos između pjevanja i liturgijskoga čina.
Ako dakle Drugi vatikanski koncil još govori o svetoj glazbi, definicija koju daje u Konstituciji o svetoj liturgiji Sacrosanctum Concilium vrlo je različita od one koja je dotada bila poznata: »Stoga se svetom zove ona glazba koja je stvorena za obavljanje bogoslužja i koju resi svetost i pravilnost oblika.« (Pio X., Tra le sollecitudini, br. 2) Naime u Konstituciji SC govori se o svetoj glazbi, koja je »to svetija što se tješnje poveže s liturgijskim činom«. Samo takva glazba se s pravom može nazvati liturgijska glazba.
Naputak Musicam Sacram ističe da sveta glazba podrazumijeva specifičnu »narav« i »cilj«, shvaćene već od početka, od autora, sa željom da se što više prilagodi svetosti liturgije, kojoj treba postati »potreban i sastavni dio«. Biti »obdarena svetošću i pravilnošću oblika« znači da treba imati posebnu predispoziciju njezina konkretnog uvrštavanja u obred, za razliku od druge glazbe, različite naravi i svrhe. Prema tome sveta glazba nužno ima liturgijsku dimenziju. Naime liturgijska glazba je ona sveta glazba koja se može konkretno uvrštavati u bogoštovlje. Ona osim neophodne svetosti posjeduje određena obilježja liturgijske svojstvenosti i funkcionalnosti, kao što su:
1. neophodan službeni liturgijski tekst (uzet iz Svetog pisma, iz liturgijskih knjiga, iz patrističke literature) ili tekst kojeg su odobrile odgovorne crkvene vlasti;
2. specifična »pripadnost«, tj. precizna podudarnost između onoga što se izvodi i obreda koji se slavi i liturgijskoga vremena u kojemu se slavi;
3. suglasje i sklad s rubrikalnim propisima – u liturgijskom, pastoralnom i teološkom smislu;
4. prihvatljive dimenzije skladbi, njihova stvarna izvodljivost, sposobnost da budu shvaćene i da budu zaista učinkovite na duhovnom području, kako se ne bi pretvorile u »koncert« (u glazbeni moment sam za sebe, u kojemu narod ne može sudjelovati, ili, još gore, ne može razumjeti).
Svetom glazbom Katolička crkva smatra ove sadržaje:
1. Koralno pjevanje. Sve do Drugoga vatikanskoga koncila koralno je pjevanje bilo »službeno« pjevanje katoličke liturgije, ali i poslije Koncila ono i dalje ostaje prvom crkvenom glazbom i uzorom svim ostalim oblicima crkvene glazbe. Stoga i danas papa Benedikt XVI. u apostolskoj pobudnici Sacramentum Caritatis, br. 42, ponovno ističe: »Naposljetku, vodeći računa također i o različitim usmjerenjima i različitim tradicijama dostojnima svake pohvale, želim, kako su to tražili sinodski oci, da se prikladno vrednuje gregorijanski koral, kao pjevanje vlastito rimskoj liturgiji.«
2. Pučka crkvena popijevka. Po svojim obilježjima, crkvena pučka popijevka je najomiljeniji oblik pjevanja vjernika u crkvi, a time pastoralno, tj. evangelizacijski najuspješniji. Toga je bilo svjesno crkveno učiteljstvo i na Drugome vatikanskom koncilu te stoga ističe važnost crkvene pučke popijevke u liturgiji. Za pučke crkvene popijevke vrijede sva pravila koja se odnose na liturgijsku glazbu.
3. Polifonija. Dokument Sacrosanctum concilium, u točki 116, odmah poslije gregorijanskog pjevanja spominje i polifonu – višeglasnu glazbu, kao drugu vrstu svoje bogate glazbene baštine. Djela polifone glazbe imaju mjesta u liturgiji, ali samo ako ispunjaju uvjete liturgijske prikladnosti. Polifona vrsta svete glazbe pristaje više liturgijskim činima koji se obavljaju s većom svečanošću. Crkva potiče na čuvanje i iznošenje naslijeđenoga blaga polifone crkvene glazbe te na stvaranje novih polifonih djela koja će odgovarati svim kriterijima liturgijske glazbe i tako biti upotrijebljena na slavu Božju i posvećenje vjernika.
4. Instrumentalna glazba. Kršćanski kult ne traži nužno instrumente, za razliku od pjevanja. Glazbala su dopuštena samo ako pomažu pjevanju i izražavaju značenja svetih obreda. Stoga u određenim trenutcima liturgije mogu svirati i sama glazbala, bez pjevanja. Ili, kako veli Drugi vatikanski koncil, da se sviranje na glazbalima u liturgiji dopušta ako ona mogu »crkvenim obredima dodati divan sjaj, te srce veoma uzdići k Bogu i k nebeskim stvarima«. Instrumentalna glazba u liturgiji nije i ne bi smjela biti odvojena od liturgijskoga događanja. Naprotiv, kao i svi oblici svete glazbe, tako i instrumentalna glazba mora biti »služiteljicom« liturgije i mora poštovati zahtjeve svetoga čina. Dakle instrumentalna se glazba, kao i pjevanje, mora po svom obliku i načinu prilagoditi »liturgijskom trenutku«.

## Duhovna glazba
Glazbena literatura izazvana osjećajima koji su, makar i općenito, vjerski, može biti nazvana duhovnom glazbom. No duhovna glazba nije osposobljena za liturgiju. Ona, istina, može naći mjesto u crkvi, ali »izvan liturgijskih slavlja« – dakle samo na duhovnim koncertima, u glazbenim meditacijama ili u sličnim događanjima.
Prema tome u duhovnu glazbu ulaze sve skladbe – također i izvorna remek-djela povijesti glazbe – koja, ipak, nisu zamišljena za liturgijsku službu, poput svetih skazanja, pohvala, duhovnih madrigala i kantata, oratorija itd., a također i sve pjesme i religiozni napjevi suvremenih kantautora. Zapravo, sve su to skladbe koje, premda odgovaraju pobožnim ili duhovnim namjerama i ciljevima, nisu integralni momenti liturgijskoga čina, a nisu ni bile izvorno zamišljene kao takve.
Može se dakle reći da duhovna glazba nije ni sveta, ni liturgijska; odnosno, sveta glazba je duhovna, ali ne i automatski liturgijska – tj. ona to može postati zahvaljujući naknadnim funkcionalnim svojstvima. Jedino liturgijska glazba posjeduje kako preduvjete tako i prikladna obilježja za duhovnu i sakramentalnu svrhovitost, pa se zato s pravom naziva svetom. »Sveta će glazba biti to svetija što se tješnje poveže s liturgijskim činom, bilo da ugodnije izrazi molitvu, bilo da promiče jednodušnost, bilo da svete obrede obogati većom svečanošću.« Papa Benedikt XVI. u dokumentu Sacramentum Caritatis, br. 42, u vezi s time piše: »Uistinu, u liturgiji ne možemo reći da jedna pjesma vrijedi koliko i druga. Zato treba izbjegavati površnu improvizaciju ili uvođenje glazbenih rodova koji ne poštuju smisao liturgije. Budući da je pjesma liturgijski element, ona se treba integrirati u oblik vlastit slavlju. Zato sve – tekst, melodija i izvođenje – treba odgovarati smislu otajstva koje se slavi, dijelovima obreda i liturgijskim razdobljima.«

## Također pogledajte
- Liturgijska glazba
- Crkvena glazba
- Kršćanska glazba
- Glazba
- Duhovnost
- Vjera
- Kršćanstvo
- Katolicizam
- Misa
- Liturgija